# Luís Morais
Luís Morais (Areado, 23 augustus 1930 – São Paulo, 6 januari 2020) - alias Cabeção - was een Braziliaans voetballer die dienstdeed als doelman.

## Biografie
Cabeção begon zijn carrière bij Corinthians, waar hij speelde met onder anderen Baltazar, Luizinho en Gilmar, die ook doelman was. Samen wonnen ze drie keer het Campeonato Paulista, drie keer het Torneio Rio-São Paulo en in 1953 de Pequeña Copa del Mundo, de voorloper van de wereldbeker. In 1954 vertrok hij naar Bangu uit Rio de Janeiro en een jaar later naar Portuguesa, maar hij kon nooit meer aanknopen bij de successen die hij behaalde met Corinthians. In 1957 keerde hij terug naar Corinthians, maar kon er geen titel meer mee winnen. Na een kort verblijf bij Corinthians speelde hij nog tot 1967 voor de club. Hij beëindigde zijn carrière op bijna veertigjarige leeftijd bij Portuguesa. 
Cabeção werd een aantal keer geselecteerd voor het nationale elftal, waaronder voor het WK 1954. Hij kwam daarop niet aan spelen toe. Op 6 januari 2020 overleed hij op 89-jarige leeftijd.